# 內布拉斯加 (阿肯色州)
內布拉斯加（英語：Nebraska）是位於美國阿肯色州斯科特縣的一個鬼鎮。

## 地理
內布拉斯加所處的海拔為高於海平面165米（即541英呎），而該地所採用的時區為UTC-6，即北美中部時區（CST）。同時該地設有夏令時間，為UTC-6調快一小時，即UTC-5（CDT）。